# Baba Taher
Pour les articles homonymes, voir Taher (homonymie).
Bābā Tāher (persan : باباطاهر), surnommé Oryān (« nu »), est un poète et mystique soufi persan du XIe siècle, né et mort à Hamadan, en Iran.
Bābā Tāher est célèbre pour ses quatrains lyriques (do-beyti), une forme poétique propre à la poésie persane. Contrairement aux rubā'īyat, les do-beyti sont composés de deux vers rimés, souvent en dialecte, et porteurs d’une grande intensité émotionnelle. Ses poèmes explorent l’amour, la spiritualité, la nostalgie et l’humilité face à l’univers. Originellement chantés en un dialecte proche du pahlavi, ils ont évolué au fil du temps pour être transcrits en persan, kurde et lori.
Il aurait également écrit en arabe un ouvrage intitulé Eshārāt (Les indications), contenant des aphorisme|aphorismes philosophiques et mystiques.
Les poèmes de Bābā Tāher, d’une simplicité trompeuse, recèlent une profondeur spirituelle qui a marqué la littérature persane. Chantés à travers les siècles, ils continuent d’inspirer la poésie soufie contemporaine. Son mausolée à Hamadan reste un lieu de pèlerinage pour ses admirateurs.

## Exemple de quatrain (Do-beyti)
| Texte original                                                                                               |  | Traduction |
| --- |  | --- |
| ز دست دیده و دل هر دو فریاد که هرچه دیده بینه دل کنه یاد بسازم خنجری نیشش ز پولاد زنم بردیده تا دل گرده آزاد |  | Que de lamentations à cause des yeux et du coeur Car tout ce que voient les yeux, le cœur s'en souvient Je fabriquerai une dague à la pointe d'acier Pour suriner mon œil et libérer mon cœur |

Ce quatrain de Bābā Tāher exprime une souffrance intense née du lien entre la perception et l’émotion. Le poète se plaint que tout ce que voient les yeux marque le cœur, créant une douleur inévitable. Dans un geste désespéré, il envisage de se priver de la vue pour libérer son cœur, illustrant ainsi l’idée mystique que la délivrance passe par le détachement du monde sensible.

## Ouvrages traduits en français
- Baba Taher (trad. Parviz Abolgassemi), 33 quatrains, Fuveau, RAC, 1992 (ISBN 2-905205-23-8 (édité erroné), BNF 35551564)

## Référence
- Mahshid Moshiri, Dictionnaire des poètes renommés persans : À partir de l'apparition du persan dari jusqu'à nos jours, Téhéran, Aryan-Tarjoman, 2007.